# Apocrypta
Apocrypta is een geslacht van vliesvleugeligen uit de familie Pteromalidae. De wetenschappelijke naam van dit geslacht is voor het eerst geldig gepubliceerd in 1855 door Coquerel.

## Soorten
Het geslacht Apocrypta omvat de volgende soorten:
- Apocrypta acaeta Ulenberg, 1985
- Apocrypta bakeri (Joseph, 1952)
- Apocrypta brachycephala Grandi, 1916
- Apocrypta caudata (Girault, 1915)
- Apocrypta centrocampta Ulenberg, 1985
- Apocrypta cercaria Ulenberg, 1985
- Apocrypta channingi (Girault, 1913)
- Apocrypta crypta Ulenberg, 1985
- Apocrypta ephelinata Ulenberg, 1985
- Apocrypta guineensis Grandi, 1916
- Apocrypta imbecillis Grandi, 1916
- Apocrypta intermedia Ulenberg, 1985
- Apocrypta larvalis (Baker, 1913)
- Apocrypta longitarsus Mayr, 1906
- Apocrypta macroseta Ulenberg, 1985
- Apocrypta mega Ulenberg, 1985
- Apocrypta megischia Ulenberg, 1985
- Apocrypta meromassa Ulenberg, 1985
- Apocrypta perplexa Coquerel, 1855
- Apocrypta polyspina Ulenberg, 1985
- Apocrypta regalis Grandi, 1916
- Apocrypta robusta Grandi, 1916
- Apocrypta setoptera Ulenberg, 1985
- Apocrypta suprasegmenta Ulenberg, 1985
- Apocrypta tanyceraea Ulenberg, 1985
- Apocrypta varicolor (Mayr, 1885)
- Apocrypta westwoodi Grandi, 1916